# Élections législatives de 1877 dans les Basses-Pyrénées
Les élections législatives de 1877 ont eu lieu les 14 et 28 octobre 1877.

## Résultats à l'échelle du département
| Partis         | Partis                            | Premier tour | Premier tour | Deuxième tour | Deuxième tour | Sièges |
| Partis         | Partis                            | Voix         | %            | Voix          | %             | Sièges |
| -------------- | --------------------------------- | ------------ | ------------ | ------------- | ------------- | ------ |
|                | Bonapartistes                     | 43 820       | 53,34        |               |               | 4      |
|                | Centre gauche                     | 23 977       | 29,19        | 6 419         | 48,33         | 1      |
|                | Républicains, Gauche républicaine | 9 833        | 11,97        |               |               |        |
|                | Légitimistes                      | 4 525        | 5,51         | 6 862         | 51,67         | 1      |
|                |                                   |              |              |               |               |        |
| Inscrits       | Inscrits                          | 105 615      | 100,00       | 16 450        | 100,00        | 6      |
| Votants        | Votants                           |              |              | 13 343        | 81,11         |        |
| Abstentions    | Abstentions                       |              |              | 3 107         | 18,89         |        |
| Blancs et nuls | Blancs et nuls                    |              |              | 62            | 0,46          |        |
| Exprimés       | Exprimés                          | 82 155       |              | 13 281        | 99,54         |        |

## Résultats par arrondissement

### Arrondissement de Bayonne
| Candidats      | Candidats      | Étiquette           | Premier tour | Premier tour |
| Candidats      | Candidats      | Étiquette           | Voix         | %            |
| -------------- | -------------- | ------------------- | ------------ | ------------ |
|                | Jules Labat    | Bonapartiste        | 10 354       | 64,18        |
|                | Michel Renaud  | Gauche républicaine | 5 778        | 35,82        |
|                |                |                     |              |              |
| Inscrits       | Inscrits       | Inscrits            | 20 588       | 100,00       |
| Votants        | Votants        | Votants             | 16 180       | 78,59        |
| Abstention     | Abstention     | Abstention          | 4 408        | 21,41        |
| Blancs et nuls | Blancs et nuls | Blancs et nuls      | 48           | 0,30         |
| Exprimés       | Exprimés       | Exprimés            | 16 132       | 99,70        |

### Arrondissement de Mauléon
| Candidats      | Candidats            | Étiquette      | Premier tour | Premier tour |
| Candidats      | Candidats            | Étiquette      | Voix         | %            |
| -------------- | -------------------- | -------------- | ------------ | ------------ |
|                | Jean-Charles Harispe | Bonapartiste   | 10 242       | 100,00       |
|                |                      |                |              |              |
| Inscrits       | Inscrits             | Inscrits       | 14 572       | 100,00       |
| Votants        | Votants              | Votants        | 10 814       | 74,21        |
| Abstention     | Abstention           | Abstention     | 3 758        | 25,79        |
| Blancs et nuls | Blancs et nuls       | Blancs et nuls | 572          | 5,29         |
| Exprimés       | Exprimés             | Exprimés       | 10 242       | 94,71        |

### Arrondissement d'Oloron-Sainte-Marie
| Candidats      | Candidats            | Étiquette      | Premier tour | Premier tour |
| Candidats      | Candidats            | Étiquette      | Voix         | %            |
| -------------- | -------------------- | -------------- | ------------ | ------------ |
|                | Louis Jacques Lacaze | Centre gauche  | 9 961        | 100,00       |
|                |                      |                |              |              |
| Inscrits       | Inscrits             | Inscrits       | 17 049       | 100,00       |
| Votants        | Votants              | Votants        | 11 032       | 64,71        |
| Abstention     | Abstention           | Abstention     | 6 017        | 35,29        |
| Blancs et nuls | Blancs et nuls       | Blancs et nuls | 1 071        | 9,71         |
| Exprimés       | Exprimés             | Exprimés       | 9 961        | 90,29        |

### Arrondissement de Orthez
| Candidats      | Candidats             | Étiquette      | Premier tour, | Premier tour, |
| Candidats      | Candidats             | Étiquette      | Voix          | %             |
| -------------- | --------------------- | -------------- | ------------- | ------------- |
|                | Jean-Baptiste Plantié | Bonapartiste   | 9 193         | 52,56         |
|                | Louis Vignancour      | Centre gauche  | 8 298         | 47,44         |
|                |                       |                |               |               |
| Inscrits       | Inscrits              | Inscrits       | 19 719        | 100,00        |
| Votants        | Votants               | Votants        | 17 586        | 89,18         |
| Abstention     | Abstention            | Abstention     | 2 133         | 10,82         |
| Blancs et nuls | Blancs et nuls        | Blancs et nuls | 95            | 0,54          |
| Exprimés       | Exprimés              | Exprimés       | 17 491        | 99,46         |

### Arrondissement de Pau

#### 1recirconscription
| Candidats      | Candidats             | Étiquette      | Premier tour | Premier tour | Deuxième tour | Deuxième tour |
| Candidats      | Candidats             | Étiquette      | Voix         | %            | Voix          | %             |
| -------------- | --------------------- | -------------- | ------------ | ------------ | ------------- | ------------- |
|                | Marcel Barthe         | Centre gauche  | 5 718        | 41,57        | 6 419         | 48,33         |
|                | Joseph-Louis de Luppé | Légitimiste    | 4 525        | 32,90        | 6 862         | 51,67         |
|                | Pron                  | Bonapartiste   | 3 512        | 25,53        |               |               |
|                |                       |                |              |              |               |               |
| Inscrits       | Inscrits              | Inscrits       | 16 450       | 100,00       | 16 450        | 100,00        |
| Votants        | Votants               | Votants        |              |              | 13 343        | 81,11         |
| Abstention     | Abstention            | Abstention     |              |              | 3 107         | 18,89         |
| Blancs et nuls | Blancs et nuls        | Blancs et nuls |              |              | 62            | 0,46          |
| Exprimés       | Exprimés              | Exprimés       | 13 755       |              | 13 281        | 99,54         |

#### 2ecirconscription
| Candidats      | Candidats      | Étiquette      | Premier tour | Premier tour |
| Candidats      | Candidats      | Étiquette      | Voix         | %            |
| -------------- | -------------- | -------------- | ------------ | ------------ |
|                | Paul d'Ariste  | Bonapartiste   | 10 519       | 72,18        |
|                | Gustave Fould  | Républicain    | 4 055        | 27,82        |
|                |                |                |              |              |
| Inscrits       | Inscrits       | Inscrits       | 17 237       | 100,00       |
| Votants        | Votants        | Votants        | 14 683       | 85,18        |
| Abstention     | Abstention     | Abstention     | 2 554        | 14,82        |
| Blancs et nuls | Blancs et nuls | Blancs et nuls | 109          | 0,74         |
| Exprimés       | Exprimés       | Exprimés       | 14 574       | 99,26        |